# 蛭田有希子
蛭田 有希子（ひるた ゆきこ、1975年7月19日 - ）。1990年代半ばに活躍したタレント。埼玉県出身、血液型A型。趣味は読書、特技はアルトサックス（中高生時代吹奏楽部だった）とピアノ。
　

## 略歴
子供の頃から女優になるのを夢見て、高校3年生だった1993年9月にTBSラジオ主催の第1回シンデレラドリームオーディションに合格。10月からスタートした同局の深夜番組「シンデレラドリーム ミッドナイト☆パーティー」（以下ミッドナイト☆パーティーと略す）でデビューした。番組開始当初はレギュラーメンバーには加わらず、11月から毎月1回行われた番組主催イベントだけの参加だったが、高校卒業した1994年3月に黒住祐子がメインだった金曜深夜担当で初めてレギュラーとなり、本格的なデビューを果たした。7月には黒住祐子や四元都華咲とユニットマヒマヒを結成し、かつてさいとうみわこ（現さいとういんこ）らタンゴ・ヨーロッパらが唄った「桃郷シンデレラ」をカバーしてCDをリリースし、歌手デビューを果たした。
同年10月には月曜深夜1部で初めてメインパーソナリティーになり木曜深夜と週2回担当することになったが、ミッドナイト☆パーティーで週2回レギュラーをもったのは彼女だけ（11月からはTV版!ミッドナイト☆パーティーも）。また同じ時期にシンデレラ仲間の松宮麻衣子が所属していたヤザ・パパに所属し、ドラマや映画に出演、女優としても活躍した。1995年4月に黒住祐子がTV版ミッドナイト☆パーティー専属になるため、自身が担当していた月曜深夜1部を木曜深夜に統合する形でメインを引き継いだ。そして11月号の雑誌「UP TO BOY（アップトゥボーイ）」（ワニブックス）では恥ずかしながらも自身の水着姿も披露した。
ミッドナイト☆パーティー終了後の後継番組として土曜深夜（日曜早朝）に放送された「ウィークエンド・ミッドナイト☆パーティー」にはレギュラーではなかったものの、ゲストとして多く出演していた。
そして1996年4月からTBS系「関口宏の東京フレンドパークII」のアシスタント従業員として初のTVレギュラー出演を果たした。しかしミッドナイト☆パーティーのシンデレラ（パーソナリティー）出身では松宮麻衣子とともにその後の活躍が最も期待されたにもかかわらず、1997年4月「関口宏の東京フレンドパークII」卒業・降板を最後に引退した。引退後は結婚し、その後出産。現在は２児の母となっている。
「ミッドナイト☆パーティー」を担当していた頃、阪神タイガースファンであると語っており、特に新庄剛志の大ファンで一度、雑誌掲載のときに新庄が掲載されている雑誌などの写真や記事の切抜きを集めたクリアファイルをサインつきで読者プレゼントしたことがある（オーディション合格後、後に同じ事務所仲間となった関西出身の松宮麻衣子に「新庄のファンなの？」とからかわれたという）。

## 主な活躍

### 出演番組
太字はレギュラー出演
- シンデレラドリーム ミッドナイト☆パーティー（TBSラジオ・1993年10月～1995年10月）
  - 1993年10月～1994年2月  ラジオ出演はなく、定期イベントのみ出演
  - 1994年3月～9月  金曜深夜（土曜未明）担当
  - 1994年10月～1995年3月  月曜深夜1部（24:00～26:00・火曜午前0:00～2:00）メイン担当及び木曜深夜（金曜未明）担当
  - 1994年11月～1995年9月  TV版!ミッドナイト☆パーティー（TBS）担当
  - 1995年4月～10月  木曜深夜（金曜未明）メイン担当（これまでの月曜1部と黒住祐子から引き継ぐ木曜を統合する形）
  - 1995年9月10日  自身主催イベント「蛭田有希子のふれあいパーティー」を開催
- 銀BURA天国（テレビ東京・1994年9月）
- 領収書物語（関西テレビ・フジテレビ系・1994年12月）
- 俺たちの旅20年目の選択スペシャル（日本テレビ系・1995年9月）
- 家族～あなたは父を愛せますか～（TBS系・1995年10月）
- ウィークエンド・ミッドナイト☆パーティー（TBSラジオ・1995年10月～1996年3月）
  - ゲスト出演6回はレギュラー担当以外で最多出演（うち松宮麻衣子のコーナーに録音出演1回、ほかに電話生出演2回）
  - 1996年2月17日深夜（18日早朝）放送の「ミッドナイト東西オリンピック」には東軍メンバーとして出演
- 金曜テレビの星!（TBS系・1996年2月）
- ジュニアドラマクラインの壷（NHK教育・1996年3月、5月には総合テレビでも再編集して放送）
- 関口宏の東京フレンドパークII（TBS系・1996年4月～1997年4月）
  - 1996年4月15日放送から前任者の三井ゆりからメインアシスタントを引き継いで、永田杏子とコンビを組む（～9月）
  - 同年10月から相手が永田杏子から宝積有香にかわる（～1997年3月）
  - 1997年4月に相手が宝積有香から大石恵に代わりメインアシスタントを譲るが、最初の2回だけつなぎでサブアシスタントとして出演。
  - 同年4月21日放送を最後に卒業･降板し、津川友美に引き継ぐ。そしてこの番組を最後に芸能界を引退した。
- ナースのお仕事（フジテレビ系・1996年7月）

### 出演映画
- 君を忘れない（日本ヘラルド・1995年）
- サラリーマン専科（松竹・1995年）
- ミッドナイトストリート　湾岸ドリフト族（Vシネマ・1995年）

### 出演CM
- TBSラジオイベント告知スポット（1995年）
- ハーゲンダッツ（1995年）
- JA全中（1996年）

### 掲載雑誌
- De-View（デ･ビュー、勁文社（現在はオリコン・エンタテインメントが発行）・1993年～1996年）
- ラジオ番組表（三才ブックス・1993年～1994年）
- ハラペーニョ（実業之日本社・1995年）
- UP TO BOY（アップトゥボーイ、ワニブックス・1995年～1996年）
- 月刊ザテレビジョン（角川書店・1996年）
- BOMB！（ボム、学研・1996年）
- Kindai（近代映画社・1997年）
- TV Gamer（1997年）

### 出版本
- 20世紀最後の大決断（ワニブックス・1995年）担当番組内のコーナー
- エジホン２（飛鳥新社・1995年）担当番組内のコーナー

### うた
- 桃郷シンデレラ（黒住祐子・四元都華咲とのユニット"マヒマヒ"として、キングレコード・1994年7月）
- EVE ～大人になる前に～（ミッドナイト☆パーティーオリジナルソング・1994年）CD未発表
- 永遠のマジック（ミッドナイト☆パーティーオリジナルソング・1995年）CD未発表